# Катемджан-е-Юсефалі
Катемджан-е-Юсефалі (перс. كتمجان يوسفعلي) — село в Ірані, у дегестані Зіябар, у Центральному бахші, шагрестані Совмее-Сара остану Ґілян. За даними перепису 2006 року, його населення становило 100 осіб, що проживали у складі 36 сімей.

## Клімат
Середня річна температура становить 14,19 °C, середня максимальна – 28,26 °C, а середня мінімальна – -0,52 °C. Середня річна кількість опадів – 861 мм.
| Клімат поселення                              | Клімат поселення | Клімат поселення | Клімат поселення | Клімат поселення | Клімат поселення | Клімат поселення | Клімат поселення | Клімат поселення | Клімат поселення | Клімат поселення | Клімат поселення | Клімат поселення | Клімат поселення |
| Показник                                      | Січ.             | Лют.             | Бер.             | Квіт.            | Трав.            | Черв.            | Лип.             | Серп.            | Вер.             | Жовт.            | Лист.            | Груд.            |                  |
| Середній максимум, °C                         | 9,44             | 9,74             | 11,97            | 17,74            | 22,27            | 25,36            | 28,26            | 27,89            | 23,56            | 21,06            | 16,66            | 12,21            |                  |
| Середня температура, °C                       | 4,46             | 4,76             | 6,99             | 12,77            | 17,30            | 20,37            | 23,90            | 23,56            | 19,22            | 16,70            | 12,32            | 7,87             |                  |
| Середній мінімум, °C                          | −0,52            | −0,21            | 2,01             | 7,79             | 12,34            | 15,40            | 19,56            | 19,22            | 14,88            | 12,38            | 7,97             | 3,54             |                  |
| Норма опадів, мм                              | 89               | 70               | 71               | 52               | 39               | 24               | 15               | 40               | 87               | 134              | 114              | 126              |                  |
| Середньомісячна швидкість вітру, м/с          | 2.24             | 2.40             | 2.38             | 2.30             | 2.30             | 2.60             | 2.52             | 2.40             | 2.20             | 2.10             | 2.04             | 2.00             |                  |
| Середньомісячна сонячна радіація, кДж/м²·день | 6812             | 9033             | 11105            | 15826            | 20143            | 22838            | 23651            | 20016            | 16388            | 11077            | 8491             | 6565             |                  |
| --------------------------------------------- | ---------------- | ---------------- | ---------------- | ---------------- | ---------------- | ---------------- | ---------------- | ---------------- | ---------------- | ---------------- | ---------------- | ---------------- | ---------------- |
| Джерело:                                      |                  |                  |                  |                  |                  |                  |                  |                  |                  |                  |                  |                  |                  |